# Listă de filme noir înainte de 1920
Aceasta este o listă de filme noir înainte de 1920:

## 1909
- In the Watches of the Night - film scurt
- Through the Breakers—one-reeler
- The Restoration

## 1912
- The Musketeers of Pig Alley— film scurt

## 1914
- The Escape